# 桥楼乡 (阆中市)
桥楼乡，是中华人民共和国四川省南充市阆中市下辖的一个乡镇级行政单位。

## 行政区划
桥楼乡下辖以下地区：
洛阳村、百花村、界坪村、老牛山村、长新村和南山村。